# Batalla del Desfiladero
La batalla del Desfiladero (en árabe: وقعة الشعب‎, romanizado: Waqʿat al-Shʿib) la disputaron en el desfiladero de Tashtakaracha (en Uzbekistán) un gran ejército árabe omeya y otro del kanato turgués a lo largo de tres días de julio del 731. Los turgueses habían sitiado Samarcanda y el jefe de la plaza, Saura ibn al-Hur al-Abani, solicitó socorros a nuevo gobernador de Jorasán, Chunaid ibn Abderramán al-Murri. Los turgueses atacaron al ejército que este envió para desbaratar el cerco en el desfiladero; el ejército logró atravesarlo y alcanzar la ciudad asediada, pero sufrió grandes bajas (entre veinticinco y treinta mil), al igual que las fuerzas de al-Abani, que habían atacado la retaguardia enemiga para ayudar en la operación y habían sido casi aniquiladas en la lid. La batalla detuvo la expansión musulmana en la región durante una década. Es uno de los acontecimientos de la época que se conoce con mayor detalle, merced a la descripción pormenorizada que de ella da al-Tabari en su Historia.

## Antecedentes

Transoxiana y las regiones limítrofes en el.

La Transoxiana (en árabe: Ma wara' al-nahr) había sido conquistada por los ejércitos musulmanes de Qutaiba ibn Muslim en tiempos del califa Walid I (705-715), después de que estos se apoderasen de Persia y Jorasán a mediados del siglo VII. Sin embargo, la población de la zona, de cultura persa y turca, conservó señores aborígenes que en el 719 solicitaron ayuda militar a China y sus vasallos turgueses contra los musulmanes. Los turgueses emprendieron la ofensiva contra los musulmanes de la región en el 720, al tiempo que los sogdianos se rebelaban contra el califa. El alzamiento fue brutalmente sofocado por el gobernador del Jorasán, Saíd ibn Amr al-Harashi, pero en el 724 su sucesor en el cargo, Muslim ibn Saíd al-Kilabi, sufrió una grave derrota (el llamado «Día de la Sed») cuando trataba de apoderarse del valle de Ferganá. Este descalabro dejó a los omeyas a la defensiva en la zona durante varios años. Se trató de mitigar el descontento de la población y de atraérsela mediante la abolición de tributos a los maulas (conversos al islam), pero estas medias fueron temporales; la dureza de la administración árabe también coadyuvó a que los omeyas perdiesen el favor de los notables regionales. El califato perdió el control de casi toda la región a excepción de la comarca de Samarcanda a causa de una nueva gran sublevación, acompañada de una nueva invasión turguesa.
El califa Hisham ibn Abd al-Malik (723-743) nombró un nuevo gobernador del Jorasán, el veterano Chunaid ibn Abderramán al-Murri, que acababa de someter Sind a principios del 730, con el objetivo de tratar de recuperar la zona. Este seguía siendo insegura para las fuerzas omeyas: al-Murri necesitó una escolta de siete mil jinetes a partir del Oxus y fue atacado por los turgueses cuando se dirigía a reunirse con el ejército de su predecesor en el cargo, Ashras al-Sulami, que el año anterior había reconquistado el territorio hasta Bujará en una ardua campaña. Aunque con dificultad, al-Murri pudo repeler la acometida enemiga y reunirse con las huestes de al-Sulami. Los musulmanes se apoderaron de Bujará y de casi toda Sogdiana poco después, merced a que el ejército turgués se replegó al norte, hacia Samarcanda. El ejército musulmán lo siguió y lo batió cerca de la ciudad. A continuación, al-Murri se retiró con sus tropas a invernar en Merv. Durante el invierno, estallaron nuevas rebeliones al sur del Oxus, en Tocaristán, que hasta entonces no había dado problemas a las autoridades musulmanas. Al-Murri tuvo que dirigirse a Balj, por cuya comarca veintiocho mil de sus soldados se dispersaron para aplastar la sublevación. Esto debilitó su posición en Transoxiana, situación que aprovecharon los turgueses a comienzos del 731, para poner cerco a Samarcanda; el gobernador de esta, Saura ibn al-Hur al-Abani, solicitó auxilio. Al-Murri decidió acudir al punto a socorrer la ciudad, pese al consejo de los veteranos jefes jorasaníes, que le recomendaron que esperase a reunir al menos cincuenta mil hombres antes de aventurarse de nuevo allende el Oxus.

## La batalla
Al-Murri no podía seguir el antiguo camino real persa que conducía de Bujará hasta Samarcanda, pues lo controlaban los turgueses. Así pues, condujo al ejército a Kish, unos setenta kilómetros al sur de la ciudad sitiada. Allí sus exploradores le informaron de que el enemigo había mandado destacamentos a envenenar los pozos que debía usar en su marcha a Samarcanda. La mayoría de sus consejeros le exhortaron a tomar un camino que, rodeando la Cordillera Zeravshan, llevaba a Samarcanda por el oeste cruzando el pueblo de al-Muhtaraqa, pero otro de ellos, el jorasaní al-Mujashshir ibn Muzahim al-Sulami, lo desaconsejó, advirtiendo de que el enemigo podía entorpecer fácilmente el avance incendiando los pastizales que habrían de cruzar si escogían esa ruta. Recomendó seguir una ruta más corta, aunque de mayor pendiente: la que cruzaba el desfiladero de Tashtakaracha de dos kilómetros de longitud y que, suponía, les permitiría coger al enemigo por sorpresa. Al-Murri decidió seguir la sugerencia de al-Mujashshir y acampó a la entrada del desfiladero. La decisión sentó mal en las filas del ejército, formado principalmente por jorasaníes que desconfiaban de al-Murri, al que consideraban forastero. Resurgieron las habituales desavenencias tribales, y algunos soldados desertaron. Pese a ello, al-Murri mantuvo la decisión de cruzar la garganta, y se internó en ella con unos veintiocho mil soldados. Los acontecimientos posteriores se conocen en detalle merced a la Historia de al-Tabari, que se basa a su vez en la obra de un cronista anterior, Abú'l-Hasán al-Madaini, que escribió en torno a un siglo después de los sucesos.
Los dos ejércitos que se enfrentaron en la quebrada eran muy diferentes. El omeya, como todos los del califato, tenía por núcleo a la infantería, pese a contar con abundante caballería ligera y pesada; esta, en general, se limitaba a disputar algunas escaramuzas al comienzo de las batallas y luego desmontaba para seguir combatiendo a pie. El ejército de los turgueses, por el contrario, era un ejemplo típico de los de pueblos nómadas de Asia central, y lo componían exclusivamente jinetes. Su habilidad sin par como jinetes, su excelencia como arqueros a caballo y su resistencia les hacía enemigos temibles, que solían emplear tácticas móviles, fintas, emboscadas y falsas retiradas para desordenar las filas de los árabes, de maniobras más lentas. Según el historiador Hugh N. Kennedy, la liga entre los nómadas turgueses y los nobles persas supuso la mayor amenaza a la que tuvieron que enfrentarse los ejércitos musulmanes en los primeros tiempos del islam.
Contingentes de los señores de Sogdia, Shash y Ferganá se unieron al ejército turgués, que atacó al omeya en el cañón, dos días días después de que este partiese de Kish, cuando se hallaba a unas seis parasangas—unos veinticinco kilómetros— de Samarcanda. Los turgueses acometieron a los musulmanes cuando estos se habían detenido para comer. Arrollaron a la vanguardia enemiga, que mandaba Uthman ibn Abdalá ibn al-Shijjir y al-Murri hubo de desplegar al grueso del ejército para frenar al embestida; colocó a sus hombres según su filiación tribal: los tamim y azd en el flanco derecho, y los rabi'ah en el izquierdo. Los árabes erigieron rápidamente defensas de tierras tras la que se parapetaron, y consiguieron repeler el primer embate enemigo, que se produjo en el flanco derecho. Al-Murri se colocó en el centro para dirigir mejor la batalla, pero luego se trasladó a las filas de los azd, que lo recibieron con hostilidad. La batalla fue muy encarnizada, y al-Tabari afirma que los de Azd perdieron diecisiete abanderados en la lid, señal de lo reñida que fue. Al principio los árabes se enfrentaron a los turgueses a caballo, pero cuando el número de bajas empezó a crecer se les ordenó desmontar y parapetarse en las trincheras y formar un muro de lanzas para hacer frente a la caballería enemiga. Esto permitió frenar la acometida turguesa y estabilizar la situación; el agotamiento de los dos bandos hizo que los combates cesasen ese día. El mayor número de bajas lo sufrió el bando árabe entre los que guardaban el bagaje y los que habían quedado rezagados del grueso del ejército, que habían intentado hacer frente al enemigo acaudillados por Abdalá ibn Muammar ibn Sumair al-Yashkuri cerca de Kish y fueron casi aniquilados.
Los turgueses volvieron a atacar al día siguiente, pero no hicieron mella en las líneas musulmanas. Los árabes contraatacaban con vigor y el gran kan turgués decidió cesar los asaltos y pasar a cercar el campamento enemigo. Pro su parte, al-Murri envió mensajeros a Saura para que desde Samarcanda organizase un ataque que distrajese a los turgueses. Los de Samarcanda veían en la petición poco menos que una acción suicida, pero finalmente se avinieron a llevarla a cabo, impelidos por las amenazas de al-Murri. Saura dejó una pequeña guarnición para defender la ciudad y marchó al frente de doce mil soldados en auxilio del ejército de al-Murri; con la ayuda de un guía del lugar y cruzando por la montaña, llegó a una parasanga (unos cinco kilómetros) de este. Allí lo detuvieron los turgueses que, por consejo de Ghurak, señor sogdiano de Samarcanda, prendieron fuego a los pastos secos. Los lugartenientes de Saura aconsejaron avanzar mediante una clásica táctica omeya contra la caballería: una marcha lenta en formación cerrada en cabezada por una línea de lanzas, pero Saura, que sabía que sus hombres estaban cansados y muy desanimados, optó por lanzar a la caballería contra los turgueses con la esperanza de abrirse camino y que al menos parte de sus tropas alcanzasen el campamento de al-Murri. En efecto, desesperadas por el calor y la sed, los soldados de Saura quebraron las filas enemigas, pero a continuación el combate se tornó confuso por el humo, el polvo y las llamas del pasto ardiente. Al final el ejército árabe perdió la cohesión, se dispersó y fue aniquilado por la caballería turguesa; solo sobrevivieron unos mil hombres.
Al-Murri aprovechó la distracción para abrirse paso y salir del cañón; sus oficiales le convencieron para acampar y pernoctar antes de continuar camino a Samarcanda en vez de apretar la marcha para alcanzar la ciudad. Esto probablemente salvó al ejército de la destrucción, pues los turgueses lo alcanzaron y posiblemente lo hubiesen aniquilado de haberlo acometido en campo abierto. Estos asaltaron el campamento árabe, cuyas defensas todavía no estaban completas, pero fueron rechazados; al día siguiente, volvieron a la carga. La situación de los árabes se tornó tan desesperada que al-Murri decidió prometer la libertad a los esclavos que tomasen las armas. Muchos lo hicieron, usando las caronas de las monturas a modo de armadura. Finalmente el ejército omeya pudo repeler los embates enemigos y alcanzar Samarcanda, tras tres días de combates y habiendo sufrido copiosas pérdidas.

## Consecuencias
Al-Murri permaneció unos cuatro meses en Samarcanda, hasta octubre del 731, para que su ejército se recuperase de la dura batalla. Mientras, los turgueses se dirigieron a Bujará, que sitiaron. Al-Murri decidió hacerles frente, los batió repetidamente a comienzos de noviembre y levantó el asedio a la ciudad. Entró en Bujará el día del Mehregan. Luego volvió a Merv, dejando en Samarcanda una pequeña guarnición de ochocientos soldados. Cuando los turgueses marcharon al norte para invernar, abandonó la ciudad, llevándose consigo a la población musulmana.
Aunque finalmente el socorro llegó a Samrcanda y el ejército árabe no fue destruido por completo, el combate en el desfiladero de  Tashtakaracha fue una victoria pírrica para las fuerzas omeyas. Las pérdidas fueron tan grandes en la batalla, que tanto al-Murri como el califa Hisham compararon esta con el descalabro sufrido a manos de los jázaros en la de March Ardebil el año anterior. El historiador del siglo X Ibn Atham al-Kufi afirma que las bajas fueron al menos veinte mil de los cuarenta y tres o cuarenta y ocho mil soldados que formaban el ejército árabe, mientras que los poetas contemporáneos aumentan la cifra hasta las cincuenta mil. Basándose en las levas que se hicieron en el Jorasán tras la batalla para compensar las pérdidas, Blankinship calcula que los árabes perdieron entre veinticinco y treinta mil soldados en la batalla. Aunque las bajas turguesas también fueron copiosas —Ibn Atham afirma que fueron diez mil—, la grave derrota árabe en el cañón debilitó rápidamente la posición musulmana en Asia central. Al-Murri permaneció al frente del gobierno del Jorasán hasta su muerte a comienzos del 734, pero pare entonces los musulmanes habían perdido el control de todas las tierras allende el Oxus salvo Bujará, Kish y la región de Saganiyán.
La batalla ahondó el descontento de la población de Jorasán con la dinastía omeya y sus representantes. Las tropas jorasaníes sentían que libraban continuas y estériles campañas en uno de los frentes más duros del califato simplemente para mayor gloria de los generales, mientras el ejército levantino se libraba de sufrir sus penalidades. El Jorasán quedó sumido en una etapa turbulenta, marcada por alzamientos y propaganda antiomeya entre los árabes de la región, que requirió que el Gobierno enviase a la zona veinte mil soldados levantinos y otros tantos iraquíes. El nuevo gobernador del Jorasán, Nasr ibn Sayar, recuperó gran parte del territorio perdido en Transoxiana (hasta Samarcanda) varios años después, en el 739-741, gracias fundamentalmente a la desaparición del kanato turgués tras el asesinato del gran kan Suluk.
La serie de descalabros entre los que se contaron la batalla del Desfiladero y la de March Ardebil obligaron al califato a destinar mayores recursos militares y económicos a defender las fronteras. El poderoso ejército levantino, pilar de la dinastía omeya, tuvo que ser dividido y enviados reforzar las provincias periféricas. Este debilitamiento fue uno de los factores principales de la caída de la dinastía durante las guerras civiles de la década de 740 y del advenimiento de la abasí.